# Lancia luceria
Lancia luceria là một loài bướm đêm trong họ Crambidae.